# Aldayr Hernández
Aldayr Hernández Basanta (Magangué, 4 agosto 1995) è un calciatore colombiano, difensore del Kauno Žalgiris.

## Carriera

### Club
Cresciuto nelle giovanili del Bogotá, ha esordito il 23 febbraio 2011 in un match di Copa Colombia perso 2-1 contro l'Universitario Popayán.

### Nazionale
Nel 2015 con la nazionale Under-20 colombiana ha preso parte al campionato sudamericano, disputando una partita, ed al campionato mondiale.

## Statistiche

### Presenze e reti nei club
Statistiche aggiornate al 30 gennaio 2017.
| Stagione        | Squadra         | Campionato      | Campionato | Campionato | Coppe nazionali | Coppe nazionali | Coppe nazionali | Coppe continentali | Coppe continentali | Coppe continentali | Altre coppe | Altre coppe | Altre coppe | Totale | Totale | Totale |
| Stagione        | Squadra         | Comp            | Pres       | Reti       | Comp            | Pres            | Reti            | Comp               | Pres               | Reti               | Comp        | Pres        | Reti        | Pres   | Reti   |        |
| --------------- | --------------- | --------------- | ---------- | ---------- | --------------- | --------------- | --------------- | ------------------ | ------------------ | ------------------ | ----------- | ----------- | ----------- | ------ | ------ | ------ |
| Bogotá          | 2011            | B               | 15         | 0          | CC              | 7               | 0               | -                  | -                  | -                  | -           | -           | -           | 22     | 0      |        |
| Bogotá          | 2012            | B               | 23         | 0          | CC              | 5               | 0               | -                  | -                  | -                  | -           | -           | -           | 28     | 0      |        |
| Bogotá          | 2013            | B               | 35         | 0          | CC              | 7               | 0               | -                  | -                  | -                  | -           | -           | -           | 42     | 0      |        |
| Bogotá          | 2014            | B               | 21         | 0          | CC              | 5               | 0               | -                  | -                  | -                  | -           | -           | -           | 26     | 0      |        |
| Bogotá          | 2015            | B               | 24         | 0          | CC              | 2               | 0               | -                  | -                  | -                  | -           | -           | -           | 28     | 0      |        |
| Bogotá          | 2016            | B               | 23         | 0          | CC              | 4               | 0               | -                  | -                  | -                  | -           | -           | -           | 27     | 0      |        |
| Totale carriera | Totale carriera | Totale carriera | 141        | 0          |                 | 30              | 0               |                    | -                  | -                  |             | -           | -           | 171    | 0      |        |